# Euaspidoceras perarmatum
Euaspidoceras perarmatum es una especie de cefalópodo amonoide extinto que vivió durante el Jurásico.
Los fósiles de Euaspidoceras perarmatum se pueden encontrar en el Jurásico superior, etapa oxfordiana de Francia, Alemania, Rusia y Arabia Saudita, hace alrededor de 154 a 146 millones de años.

## Descripción
Euaspidoceras perarmatum tiene un caparazón que alcanza hasta 7,5 centímetros (3,0 pulgadas ) de diámetro.